# Arbeitsförderungsgeld
Als Arbeitsförderungsgeld bezeichnet man eine finanzielle Leistung, die Menschen mit Behinderung erhalten, die in Werkstätten für behinderte Menschen (WfbM) beschäftigt sind. Es wird an Institutionen gezahlt, die Arbeit für Menschen mit Förderungsbedarf im Rahmen einer Behinderung anbieten und von diesen zusammen mit dem Werkstattlohn überwiesen, aber getrennt ausgewiesen.

## Rechtslage in Deutschland
In Deutschland wird das Arbeitsfördergeld durch § 59 des Neunten Buches Sozialgesetzbuch (SGB IX) geregelt. Demnach haben Werkstätten für Menschen mit Behinderung das Recht von dem zuständigen Rehabilitationsträger zur Auszahlung an die im Arbeitsbereich beschäftigten Menschen mit Behinderungen zusätzlich zu den Vergütungen nach § 58 Absatz 3 SGB IX ein Arbeitsförderungsgeld zu erhalten. Dieses liegt monatlich bei 52 Euro für jeden im Arbeitsbereich beschäftigten Menschen mit Behinderung(en). Allerdings darf das Arbeitsentgelt zusammen mit dem Arbeitsförderungsgeld den Betrag von 351 Euro nicht übersteigen. Sollte das Arbeitsentgelt höher als 299 Euro sein, so beträgt das Arbeitsförderungsgeld monatlich den Differenzbetrag zwischen dem Arbeitsentgelt und 351 Euro.
Der 2. Absatz legt fest, dass das Arbeitsförderungsgeld bei Sozialleistungen, deren Zahlung von anderen Einkommen abhängig ist, als Einkommen unberücksichtigt bleibt.